# Cupa României 1964-1965

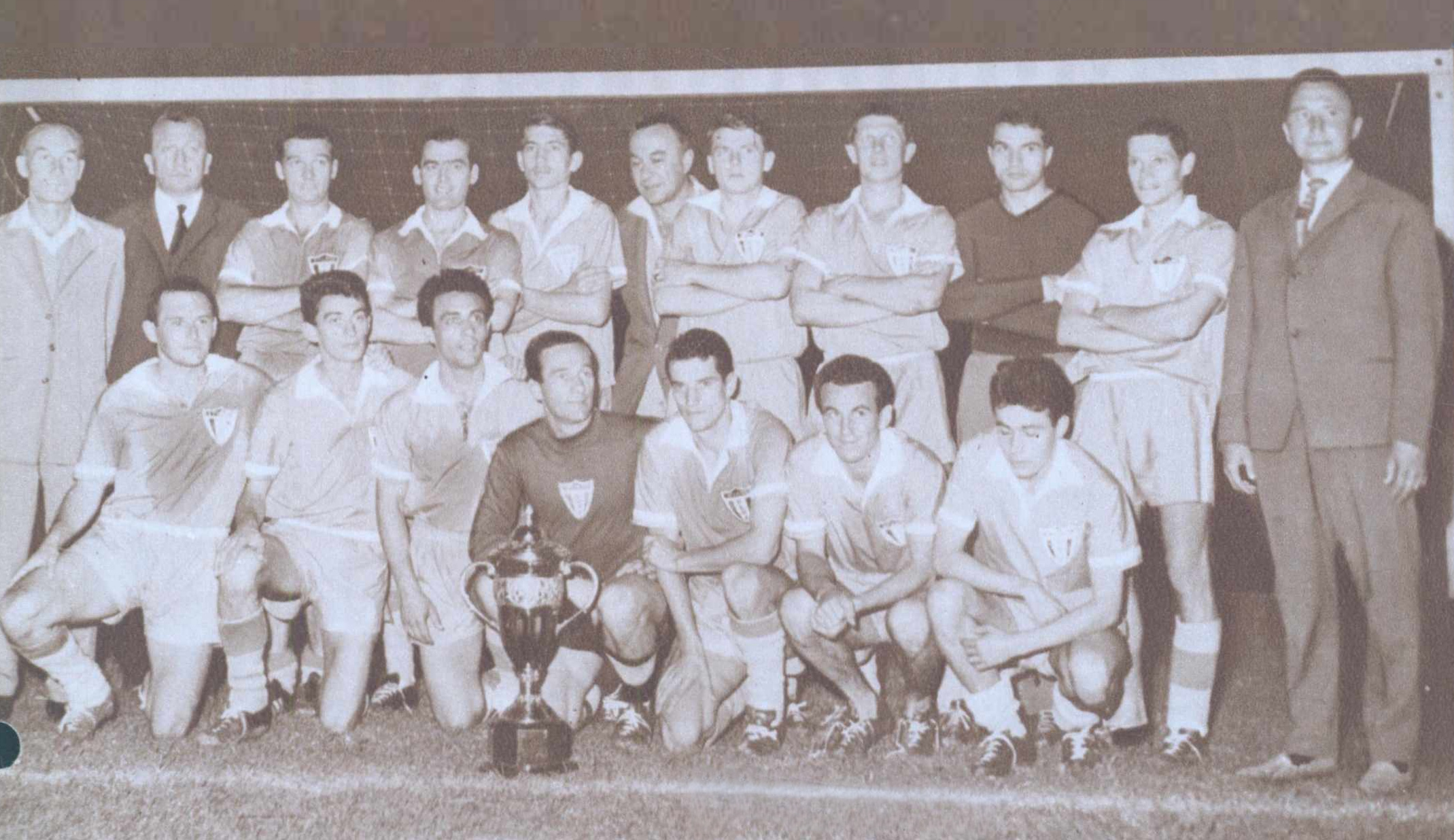
„U” Cluj în 1965, după câștigarea Cupei României

Ediția 1964-1965 a fost a 27-a ediție a Cupei României la fotbal. A fost câștigată pentru prima dată de „U” Cluj (pe atunci Știința Cluj) învingând în finală echipa Dinamo Pitești cu scorul de 2-1. Câștigătoarea ediției anterioare, Dinamo București, a fost eliminată în semifinale chiar de Dinamo Pitești.

## Desfășurare
Toate meciurile, exceptând finala (care a avut loc în București) s-au jucat pe teren neutru. În șaisprezecimi au participat 32 de echipe, din care făceau parte și cele din Divizia A. Dacă după 90 de minute scorul era egal se jucau două reprize de prelungiri a câte 15 minute. Dacă după prelungiri scorul era tot egal, meciul se rejuca următoarea zi pe același stadion. Dacă și acel meci se termina tot la egalitate, în primele 90 de minute, echipa cu media de vârstă mai mică trecea mai departe. În cazul în care se consemna un rezultat de egalitate după prelungiri, atunci echipa oaspete se califica în următoarea etapă.

## Șaisprezecimi
| Data          | Echipă gazdă        |   | Echipă oaspete      | Rezultat         |
| ------------- | ------------------- | - | ------------------- | ---------------- |
| 6 martie 1965 | Textila Buhuși      | – | Dinamo Pitești      | 0:1 (0:1)        |
|               | Victoria Carei      | – | Farul               | 0:1 (0:0)        |
|               | Dermata Cluj        | – | ASA Tîrgu Mureș     | r 0:1 (0:0, 0:0) |
|               | Metalurgistul Cugir | – | UTA Arad            | 0:1 (0:1)        |
|               | Dunărea de Jos      | – | Dinamo București    | 0:3 (0:2)        |
|               | Dunărea Giurgiu     | – | F.C. Baia Mare      | 0:1 (0:0)        |
|               | Minerul Lupeni      | – | Crișul Oradea       | 3:0 (3:0)        |
|               | Marina Mangalia     | – | Politehnica Iași    | r 0:0            |
|               | Olimpia Oradea      | – | Progresul București | 0:1 (0:1)        |
|               | FC Dacia Pitești    | – | Petrolul Ploiești   | 1:2 (1:1)        |
|               | Bucovina Rădăuți    | – | Steagul Roșu Brașov | 0:5 (0:4)        |
|               | CSM Reșița          | – | Știința Cluj        | 1:2 (1:1)        |
|               | CFR Roșiori         | – | Moreni              | 1:0 (0:0)        |
|               | Metalul Târgoviște  | – | U Craiova           | r 2:1 (1:0, 1:1) |
|               | Arieșul Turda       | – | Steaua București    | 1:8 (1:2)        |
| 8 martie 1965 | Siderurgistul       | – | Rapid București     | 0:3 (0:1)        |

## Optimi
| Data           | Oraș           | Echipă gazdă        |   | Echipă oaspete      | Rezultat         |
| -------------- | -------------- | ------------------- | - | ------------------- | ---------------- |
| 17 martie 1965 | Brașov         | Știința Cluj        | – | Farul               | 2:1 (0:0)        |
|                | București      | Rapid București     | – | CFR Roșiori         | 5:0 (3:0)        |
|                | Câmpina        | Dinamo Pitești      | – | Steagul Roșu Brașov | 2:1 (0:0)        |
|                | Cluj           | ASA Tîrgu Mureș     | – | F.C. Baia Mare      | 3:1 (1:0)        |
|                | Constanța      | Dinamo București    | – | Petrolul Ploiești   | 1:0 (1:0)        |
|                | Galați         | Politehnica Iași    | – | Steaua București    | 2:1 (1:1)        |
|                | Râmnicu Vâlcea | Progresul București | – | Minerul Lupeni      | r 2:0 (0:0, 0:0) |
|                | Sibiu          | Metalul Târgoviște  | – | UTA Arad            | 1:0 (1:0)        |

## Sferturi
| Data          | Oraș       | Echipă gazdă        |   | Echipă oaspete     | Rezultat         |
| ------------- | ---------- | ------------------- | - | ------------------ | ---------------- |
| 30 iunie 1965 | Brăila     | Progresul București | – | Politehnica Iași   | 4:1 (3:0)        |
|               | București  | Dinamo București    | – | Metalul Târgoviște | 5:0 (2:0)        |
|               | Hunedoara  | Știința Cluj        | – | ASA Tîrgu Mureș    | 3:1 (1:1)        |
|               | Târgoviște | Dinamo Pitești      | – | Rapid București    | r 1:1 (0:1, 1:1) |

## Semifinale
| Data         | Oraș     | Echipă gazdă   |   | Echipă oaspete      | Rezultat         |
| ------------ | -------- | -------------- | - | ------------------- | ---------------- |
| 4 iulie 1965 | Brașov   | Știința Cluj   | – | Progresul București | r 2:2 (0:0, 1:1) |
|              | Ploiești | Dinamo Pitești | – | Dinamo București    | 1:0 (1:0)        |

## Finala
| 11 iulie 1965 | Știința Cluj             | 2 – 1 | Dinamo Pitești | Stadionul Republicii, București Spectatori: 30.000 Arbitru: Nicolae Mihăilescu (București) |
| 11 iulie 1965 | 11' Câmpeanu 55' Ivansuc |       | Țurcan 65'     | Stadionul Republicii, București Spectatori: 30.000 Arbitru: Nicolae Mihăilescu (București) |

| ȘTIINȚA CLUJ: |                    |
|               |                    |
| P             | Simion Moguț 85'   |
| F             | Paul Marcu         |
| F             | Traian Georgescu   |
| F             | Paul Grăjdeanu     |
| F             | Remus Câmpeanu (c) |
| M             | Vasile Alexandru   |
| M             | Mircea Neșu        |
| A             | Nicolae Szabo      |
| A             | Zoltan Ivansuc     |
| A             | Mihai Adam         |
| A             | Ioan Suciu         |
| Antrenor:     |                    |
| Andrei Sepci  |                    |

| DINAMO PITEȘTI:    |                        |  |     |
|                    |                        |  |     |
| P                  | Spiridon Niculescu 17' |  |     |
| F                  | Gheorghe Radu          |  |     |
| F                  | Mircea Stoenescu       |  |     |
| F                  | Ilie Stelian           |  |     |
| F                  | Constantin Badea       |  |     |
| M                  | Ion Țârcovnicu         |  |     |
| M                  | Nicolae Dobrin 62'     |  |     |
| A                  | Constantin Ionescu     |  |     |
| A                  | Mihai Țurcan           |  |     |
| A                  | Nicolae Nagy           |  |     |
| A                  | Constantin David       |  |     |
| Schimbări:         |                        |  |     |
| P                  | Constantin Matache     |  | 17' |
| A                  | Ștefan Zimer           |  | 62' |
| Antrenor:          |                        |  |     |
| Vintilă Mărdărescu |                        |  |     |

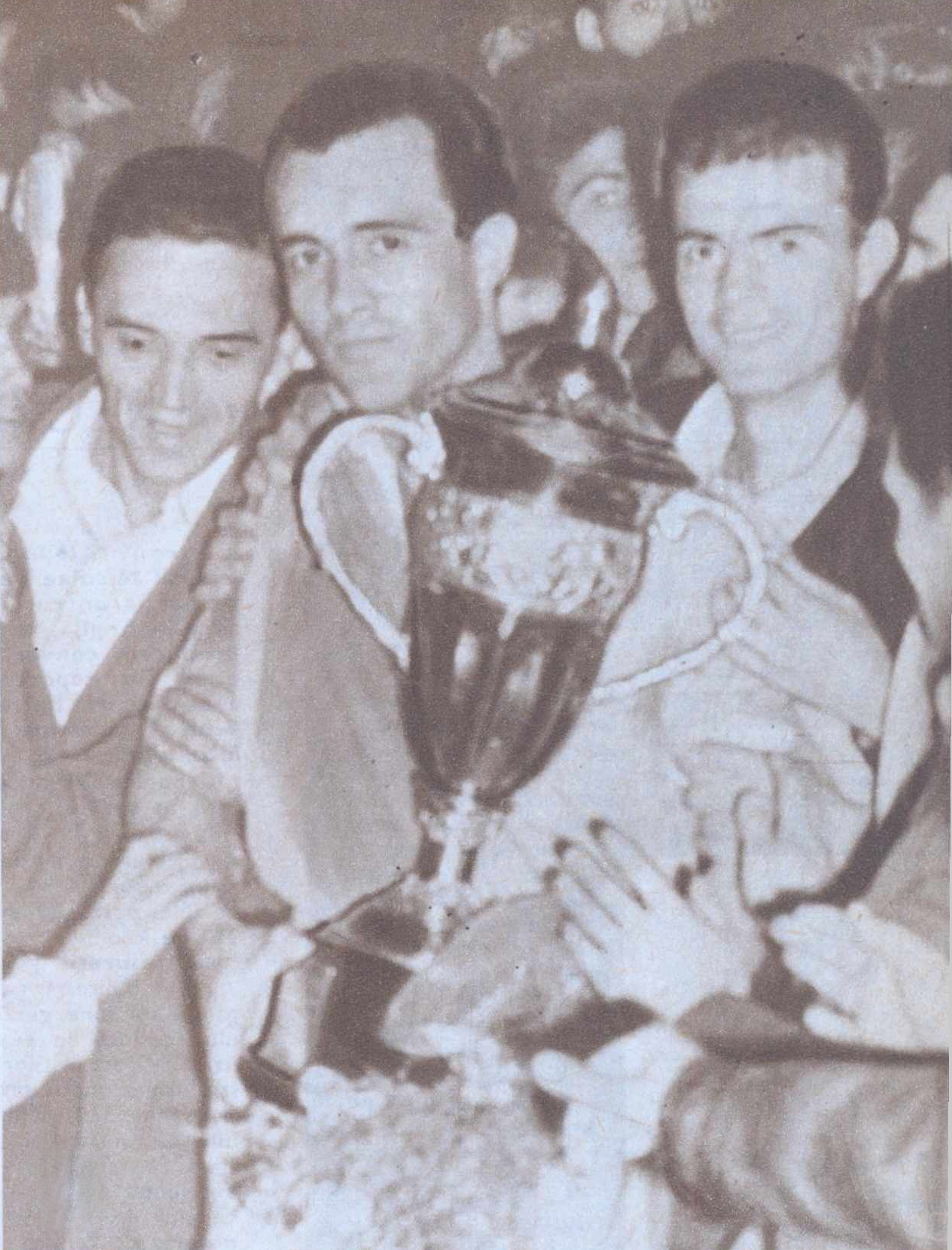
Traian Georgescu strânge cupa